# Калвер (Орегон)
Калвер (англ. Culver) — місто (англ. city) в США, в окрузі Джефферсон штату Орегон. Населення — 1602 особи (2020).

## Географія
Калвер розташований за координатами 44°31′24″ пн. ш. 121°12′40″ зх. д. / 44.52333° пн. ш. 121.21111° зх. д. (44.523386, -121.210993).  За даними Бюро перепису населення США в 2010 році місто мало площу 1,79 км², уся площа — суходіл.

## Демографія
Згідно з переписом 2010 року, у місті мешкало 1357 осіб у 436 домогосподарствах у складі 338 родин. Густота населення становила 757 осіб/км².  Було 482 помешкання (269/км²).
Расовий склад населення:
| - 79,5 % — білих - 3,3 % — корінних американців - 0,4 % — чорних або афроамериканців - 0,4 % — азіатів - 0,1 % — вихідців з тихоокеанських островів - 13,0 % — осіб інших рас |

До двох чи більше рас належало 3,4 %. Частка іспаномовних становила 30,4 % від усіх жителів.
За віковим діапазоном населення розподілялося таким чином: 36,2 % — особи молодші 18 років, 55,4 % — особи у віці 18—64 років, 8,4 % — особи у віці 65 років та старші. Медіана віку мешканця становила 30,3 року. На 100 осіб жіночої статі у місті припадало 106,9 чоловіків;  на 100 жінок у віці від 18 років та старших — 103,8 чоловіків також старших 18 років.
Середній дохід на одне домашнє господарство  становив 48 877 доларів США (медіана — 44 716), а середній дохід на одну сім'ю — 55 715 доларів (медіана — 51 900). Медіана доходів становила 42 250 доларів для чоловіків та 31 875 доларів для жінок. За межею бідності перебувало 19,3 % осіб, у тому числі 23,1 % дітей у віці до 18 років та 5,5 % осіб у віці 65 років та старших.
Цивільне працевлаштоване населення становило 573 особи. Основні галузі зайнятості: роздрібна торгівля — 19,7 %, освіта, охорона здоров'я та соціальна допомога — 16,2 %, виробництво — 12,6 %, публічна адміністрація — 9,4 %.